# 7.92x33mm弾
7.92x33mmクルツ弾(7.92×33mm Kurz)とは、第二次世界大戦中のナチス・ドイツで開発された小銃用実包である。7.9mmクルツ、7.9mmK、8x33 Polteなどの名称でも知られる。本弾薬は新型の自動式カービン銃（アサルトライフル）の為に設計されたものである。小銃用の7.92x57mmモーゼル弾（8mmモーゼル弾）と拳銃用の9x19mmパラベラム弾の中間に当る銃弾（中間弾薬）として開発された。

## 軍における制式名
ドイツ国防軍では、銃弾に制式名を与える際、しばしば口径を省略した。7.92x33mmクルツ弾は、M43拳銃用実包(Pistolenpatrone M43)、M43拳銃弾(Pistolen-Munition M43)などと呼ばれており、StG44が開発された後には43年式短小弾(Kurzpatrone 43)と呼ばれていた。

## 背景
第一次世界大戦に於ける歩兵の戦闘を戦中〜戦後、分析したドイツ陸軍はその戦闘の殆どが400m以下で行われている事、当時の主力小銃とその弾薬はこれに対して過剰である事を理解していた。また第一次世界大戦は自動火器が発達し、機関銃や短機関銃も投入される様になったが当時の重機関銃は個人で扱うには重過ぎ、短機関銃は射程などの面で小銃を置き換える装備にはならない事、フルオート射撃による面制圧が可能な歩兵用の新たな火器が必要な事も理解していた。
既存の小銃用弾薬と拳銃用弾薬の中間的な弾薬が有ればこれらの問題を解決出来る火器が作れる事、またこの様な弾薬が有れば資源の節約と歩兵個人の携行弾薬数も増やせる事も理解していたドイツ陸軍は第一次世界大戦後に新たな弾薬の開発に乗り出す事になった。
しかし計画は当時のヴェルサイユ条約による軍備制限とインフレによる予算の関係もあり、遅々として進まなかったが1920年代に入ると幾つかの試作弾薬と従来の銃器を改造した試験用の銃器が作られ、細々とテストが行われていた。
1938年にポルテ社は従来の7.92 x57mm弾の全長をほぼそのまま短くした様な形状の弾薬を作り出した。これは従来の製造検査用の機器や治具類の大半が流用可能な特徴を持ち、ドイツ陸軍はこの新弾薬を暫定的に生産すると共にこれを用いる新たな銃器を模索する事になる。そして新たな思想に基づく小銃、騎兵銃、短機関銃を置き換え可能な火器であるMkb.42の開発と併せて度重なる小改良が加えられ、1942年に正式化されたのが本弾薬である。
本弾薬はドイツ国防軍の制式小銃であるKar98kやMG34など各種の機関銃で使用されていた8mmモーゼル弾と同じ口径であった。ドイツ空軍では空軍総司令官ヘルマン・ゲーリングの命令を受け、FG42という8mmモーゼル弾を使用するフルオート射撃可能な自動小銃を制式化し、降下猟兵向けに少数製造していた。しかし8mmモーゼル弾の反動は強力で、FG42を要求された用途において効率的に運用することは極めて難しかった。
この弾薬に要求されたのは、短機関銃と小銃の間を埋める為の、軽量小型な小銃でも使用できる銃弾であった。8mmモーゼル弾より薬莢を24mm短縮して33mmとなったクルツ弾は、8mmモーゼル弾よりも反動は抑えられ、典型的な歩兵戦闘距離とされる300m以内で射撃する際には非常に有効な銃弾となった。これは、機関銃などよりも軽量な銃器から発射された際に、9x19mmパラベラム弾よりも長い有効射程と初速、ストッピングパワーを備えることが意図されている。
第二次世界大戦後期には真鍮が不足していた為、クルツ弾にはスチール製薬莢が使用された。スチールは真鍮よりも弾性に欠けており、薬莢の抽出を困難にしていた為、クルツ弾の薬莢には通常の8mm弾よりも強くテーパーが掛かっていた。この為、クルツ弾用の弾倉は特徴的に湾曲したものとなっている。スチール製薬莢は通常、腐食を防ぐ為にラッカーでコーティングされていた。

## 火器

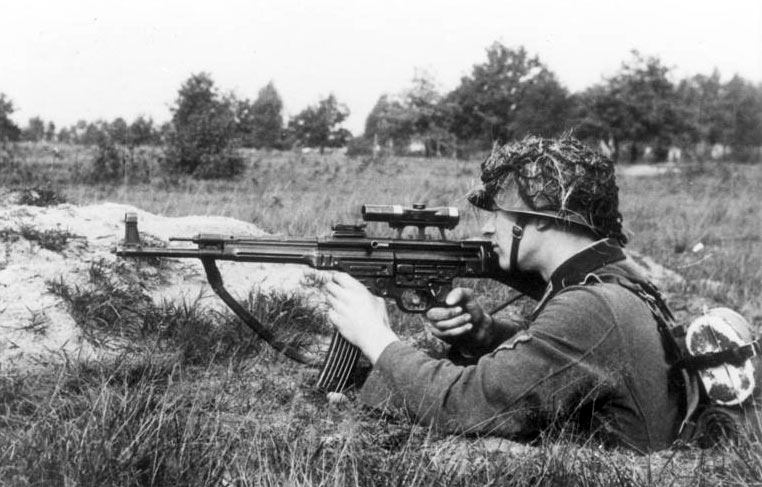
1943年10月、GwZF4照準器装備のMP43を構えるドイツ兵

クルツ弾及びその関連銃器の開発に先立ち、通常の歩兵小銃手には2種類の基本的な小火器が与えられていた。
当時世界各国で最も標準的な軍用銃器でもあったボルトアクション式小銃は、良好な精度とストッピングパワーを備えていたが、一方で速射性は非常に限られていた。また第一次世界大戦から戦間期に掛けて発展した短機関銃は、高い速射性と携帯性を備えていたが、短機関銃で用いられる9mm弾などの拳銃弾は射程が短く、またストッピングパワーでも劣っていた。
クルツ弾は、従来の小銃実包ほどの射程や精度は期待できなかったが、それも300m以内の戦闘では大きな問題とはならなかった。比較的小型の銃弾を高い速射性の元に連射することで、歩兵戦闘における必要充分な射程の中で、極めて高いストッピングパワーを実現したのである。クルツ弾は後のアサルトライフルの為の重要な一歩であった。
この銃弾を使用した銃器は決して多くはなく、よく知られているのはStG44、StG45(M)、国民突撃銃などの銃器である。その他、何種類かのドイツ製試作銃器で用いられたのに加え、突撃銃という新しい種類の火器に興味を持った各国がクルツ弾をそのまま用いたり、あるいはわずかに改造を加えるなどして自国の突撃銃開発に利用した。また、数は不明ながら大戦末期にはGew43自動小銃の一部がクルツ弾及びStG44用弾倉を使用できるように改造されていたという。国民突撃隊向けに生産された急造小銃VK98の派生型には、モーゼル社及びステアー社によって同様の改造が施されたものがあるが、製造数は不明である。

### 戦後

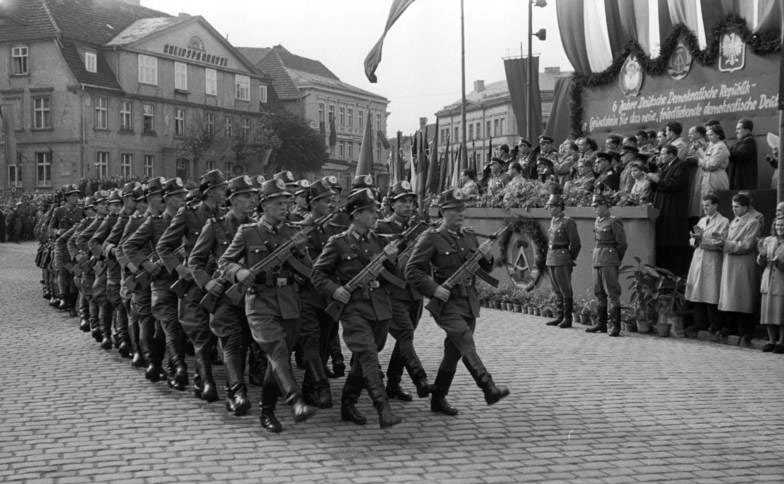
1955年、東ドイツのノイストレリッツ市でパレードを行うドイツ人民警察部隊。StG44は1960年代まで使用された

第二次世界大戦後、1940年代後半から1950年代初期にかけ、本弾薬はアルゼンチンやベルギーなどにより、試作小銃の試験でしばしば使用された。北大西洋条約機構(NATO)が組織される頃に製造されたFN FALの最初期試作型はクルツ弾を射撃するものだった。またドイツ民主共和国（東ドイツ）、チェコスロバキア、エジプトなどは戦後もStG44などを使用し、クルツ弾の製造を続けていた。
さらにスペインでは、ドイツより逃れてきたモーゼル社の技術陣によって開発が続行され、幾種類かの派生型が生み出された。曳光弾、ボートテール形状の銃弾、鉛の弾核を持ち、全長がわずかに短い銃弾などである。これらの開発はスペイン軍のCalzada Bayo中佐の主導による。しかし計画は中止され、その後スペインで設計されたセトメ・ライフルは7.62x51mm NATO弾を使用した。
ユーゴスラビアなど東欧諸国がアフリカの角や中東諸国の非正規軍組織を対象に行った軍事援助には、接収したドイツ製兵器も多々含まれており、StG44はレバノンの民兵組織でまだ使用されているとされる。またドイツの銃器メーカーHZAクルムバッハ社では、民間向けにStG44や国民突撃銃などのクローン銃を販売しており、銃弾の需要は依然として存在している。このため、現在でもセルビアのPrvi Partizan社や、アメリカのHornady社などによってクルツ弾の製造が続けられている。